# 谢馥春旧址
谢馥春旧址位于扬州市广陵区东关街道东关街243号。占地7000平方米，建筑面积413平方米。西部有两路住宅，分别为前后三进房屋与小四合院；东部有花厅一进，面阔三间，进深七檩，硬山顶。清道光十年（1830年），谢宏业在此开设谢馥春香粉铺，是中国第一家化妆品生产企业。1956年公私合营。现为扬州市文物保护单位。2021年11月30日，扬州谢馥春香粉厂旧址被工业和信息化部列入第五批国家工业遗产名单。